# Gilles Simon
Gilles Simon (sinh 27 tháng 12 năm 1984) là một cựu vận động viên quần vợt chuyên nghiệp người Pháp. Anh đã đạt được vị trí Xếp hạng đơn ATP cao nhất trong sự nghiệp là số 6 thế giới vào ngày 5 tháng 1 năm 2009. Anh chuyển sang thi đấu chuyên nghiệp vào năm 2002 và giành được 14 danh hiệu đơn trên ATP Tour.

## Cá nhân
Gilles Simon sinh ra ở Nice nhưng lớn lên ở Fontenay-sous-Bois, bên ngoài Paris. Biệt danh của anh ấy là "Gilou". Mẹ anh là một bác sĩ. Cha anh làm việc cho một công ty bảo hiểm. Gilles có một người anh trai.
Được cha mẹ ủng hộ, anh bắt đầu chơi quần vợt từ năm 6 tuổi. Do di chứng chậm phát triển trong gia đình, anh ấy thấp hơn hầu hết những đứa trẻ cùng trang lứa trong những năm đầu tuổi thiếu niên. Đây là lý do khiến anh cho rằng Michael Chang là người có ảnh hưởng lớn đến anh, vì hình thể tương đối nhỏ của anh đã chứng minh rằng chiều cao không phải là yếu tố duy nhất trong việc chơi quần vợt.
Vợ chồng Simon có hai cậu con trai sinh năm 2010 và 2013.
Simon đã thừa nhận thích chơi trò chơi điện tử, đặc biệt là Virtua Tennis, như một sở thích.

## Trận chung kết lớn

### Chung kết ATP World Tour Masters 1000

#### Đơn: 2 (2 á quân)
| Kết quả | Năm  | Giải đấu         | Mặt sân  | Đói thủ       | Score              |
| ------- | ---- | ---------------- | -------- | ------------- | ------------------ |
| Á quân  | 2008 | Madrid Open      | Cứng (i) | Andy Murray   | 4–6, 6–7(6–8)      |
| Á quân  | 2014 | Shanghai Masters | Cứng     | Roger Federer | 6–7(6–8), 6–7(2–7) |

## Các trận chung kết

### Đơn: 22 (14 danh hiệu, 8 á quân)
| Giải đấu               |
| ---------------------- |
| Grand Slam (0–0)       |
| ATP Masters 1000 (0–2) |
| ATP 500 Series (1–1)   |
| ATP 250 Series (13–5)  |

| Mặt sân       |
| ------------- |
| Cứng (9–4)    |
| Đất nện (5–2) |
| Cỏ (0–2)      |

| Kiểu sân         |
| ---------------- |
| Ngoài trời (8–5) |
| Trong nhà (6–3)  |

| Kết quả | W–L  | Ngày             | Giải đấu                                   | Cấp độ        | Mặt sân  | Đối thủ            | Tỷ số                   |
| ------- | ---- | ---------------- | ------------------------------------------ | ------------- | -------- | ------------------ | ----------------------- |
| Á quân  | 0–1  | Th4 năm 2006     | Valencia Open, Tây Ban nha                 | International | Đất nện  | Nicolás Almagro    | 2–6, 3–6                |
| Vô địch | 1–1  | Th2 năm 2007     | Open 13, Pháp                              | International | Cứng (i) | Marcos Baghdatis   | 6–4, 7–6(7–3)           |
| Thắng   | 2–1  | Th9 năm 2007     | Romanian Open, Romania                     | International | Đất nện  | Victor Hănescu     | 4–6, 6–3, 6–2           |
| Thắng   | 3–1  | tháng 5 năm 2008 | Grand Prix Hassan II, Ma rốc               | International | Đất nện  | Julien Benneteau   | 7–5, 6–2                |
| Thắng   | 4–1  | Th7 năm 2008     | Indianapolis Tennis Championships, Mỹ      | International | Cứng     | Dmitry Tursunov    | 6–4, 6–4                |
| Thắng   | 5–1  | Th9 năm 2008     | Romanian Open, Romania (2)                 | International | Đất nện  | Carlos Moyá        | 6–3, 6–4                |
| Á quân  | 5–2  | Th10 năm 2008    | Madrid Open, Tây Ban Nha                   | Masters       | Cứng (i) | Andy Murray        | 4–6, 6–7(6–8)           |
| Vô địch | 6–2  | Th10 năm 2009    | Thailand Open, Thái Lan                    | 250 Series    | Cứng (i) | Viktor Troicki     | 7–5, 6–3                |
| Vô địch | 7–2  | Th9 năm 2010     | Open de Moselle, Pháp                      | 250 Series    | Cứng (i) | Mischa Zverev      | 6–3, 6–2                |
| Vô địch | 8–2  | Th1 năm 2011     | Sydney International, Australia            | 250 Series    | Cứng     | Viktor Troicki     | 7–5, 7–6(7–4)           |
| Vô địch | 9–2  | Th7 năm 2011     | International German Open, Đức             | 500 Series    | Đất nện  | Nicolás Almagro    | 6–4, 4–6, 6–4           |
| Vô địch | 10–2 | Th4 năm 2012     | Romanian Open, Romania (3)                 | 250 Series    | Đất nện  | Fabio Fognini      | 6–4, 6–3                |
| Á quân  | 10–3 | Th9 năm 2012     | Thailand Open, Thái Lan                    | 250 Series    | Cứng (i) | Richard Gasquet    | 2–6, 1–6                |
| Á quân  | 10–4 | Th6 năm 2013     | Eastbourne International, Vương quốc Anh   | 250 Series    | Cỏ       | Feliciano López    | 6–7(2–7), 7–6(7–5), 0–6 |
| Vô địch | 11–4 | Th9 năm 2013     | Moselle Open, Pháp (2)                     | 250 Series    | Cứng (i) | Jo-Wilfried Tsonga | 6–4, 6–3                |
| Á quân  | 11–5 | Th10 năm 2014    | Shanghai Masters, Trung Quốc               | Masters 1000  | Cứng     | Roger Federer      | 6–7(6–8), 6–7(2–7)      |
| Vô địch | 12–5 | Th2 năm 2015     | Open 13, Pháp (2)                          | 250 Series    | Cứng (i) | Gaël Monfils       | 6–4, 1–6, 7–6(7–4)      |
| Á quân  | 12–6 | Th9 năm 2015     | Moselle Open, Pháp                         | 250 Series    | Cứng (i) | Jo-Wilfried Tsonga | 6–7(5–7), 6–1, 2–6      |
| Thắng   | 13–6 | Th1 năm 2018     | Maharashtra Open, Ấn Độ                    | 250 Series    | Cứng     | Kevin Anderson     | 7–6(7–4), 6–2           |
| Á quân  | 13–7 | tháng 5 năm 2018 | Lyon Open, Pháp                            | 250 Series    | Đất nện  | Dominic Thiem      | 6–3, 6–7(2–7), 1–6      |
| Thắng   | 14–7 | Th9 năm 2018     | Moselle Open, Pháp (3)                     | 250 Series    | Cứng (i) | Matthias Bachinger | 7–6(7–2), 6–1           |
| Á quân  | 14–8 | Th6 năm 2019     | Queen's Club Championships, Vương quốc Anh | 500 Series    | Cỏ       | Feliciano López    | 2–6, 7–6(7–4), 6–7(2–7) |

### Đôi: 1 (1 á quân)
| Giải đấu               |
| ---------------------- |
| Grand Slam (0–0)       |
| ATP Masters 1000 (0–0) |
| ATP 500 Series (0–0)   |
| ATP 250 Series (0–1)   |

| Mặt sân       |
| ------------- |
| Cứng (0–1)    |
| Đất nện (0–0) |
| Cỏ (0–0)      |

| Kiểu sân         |
| ---------------- |
| Ngoài trời (0–1) |
| Trong nhà (0–0)  |

| Kết quả | W–L | Ngày         | Giải đấu                | Cấp độ     | Mặt sân | Đồng đội              | Đối thủ                      | Tỷ số              |
| ------- | --- | ------------ | ----------------------- | ---------- | ------- | --------------------- | ---------------------------- | ------------------ |
| Á quân  | 0–1 | Th1 năm 2018 | Maharashtra Open, Ấn Độ | 250 Series | Cứng    | Pierre-Hugues Herbert | Robin Haase Matwé Middelkoop | 6–7(5–7), 6–7(5–7) |